# Vollmacht

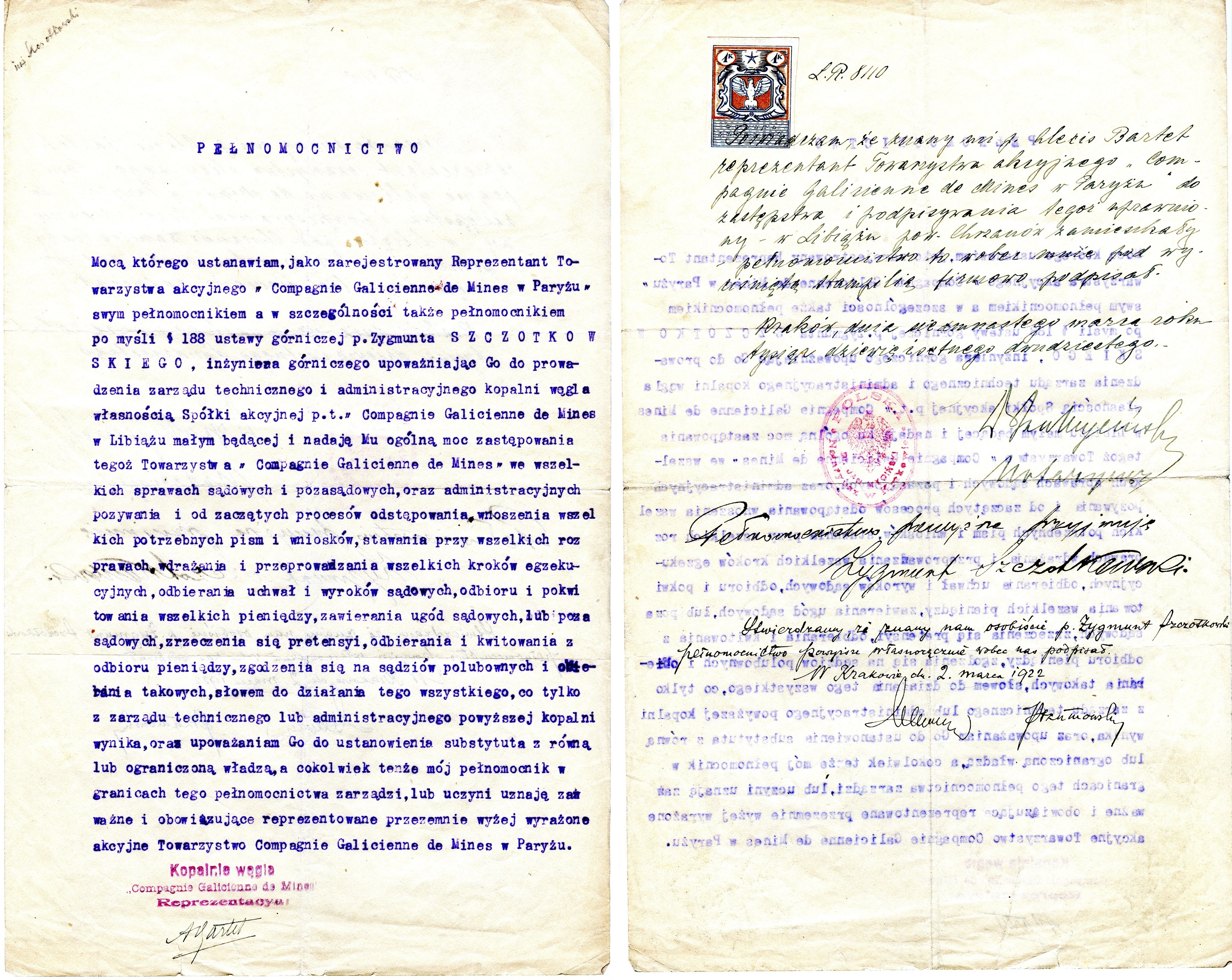
Polnische Vollmacht, 1922

Vollmacht ist die durch Rechtsgeschäft begründete Vertretungsmacht. 

## Allgemeines
Die Vollmacht ist ein einseitiges Rechtsgeschäft. Wirksam erteilt ist die Vollmacht, wenn der Vollmachtgeber sie dem bevollmächtigten Vertreter im Innenverhältnis durch Erklärung erteilt (Innenvollmacht). Die Vollmacht kann ebenso dem Dritten, dem gegenüber die Vertretung stattfinden soll, erklärt werden beziehungsweise durch öffentliche Erklärung (Außenvollmacht), § 167 Abs. 1, § 171 BGB. Die Vollmachtserteilung ist im Sinne von § 167 Abs. 2 BGB grundsätzlich formlos möglich. Zu beachten ist allerdings, dass spezialgesetzliche Vorschriften Ausnahmen von diesem Grundsatz erfordern, insbesondere stehen unwiderrufliche Vollmachten, die zur Vornahme formbedürftiger Rechtsgeschäfte berechtigen, selbst unter Formzwang. 
Die §§ 170–173 BGB regeln die Weitergeltung einer Vollmacht im Außenverhältnis. Dadurch kann die Frage tatsächlich nicht erteilter Vollmachten aufgeworfen werden. Eine solche ist die Anscheinsvollmacht, die, obgleich nicht wirksam erteilt, einen zurechenbaren Rechtsschein auslösen kann. Da dem Vertrauensschutz im Rechtsverkehr Rechnung getragen werden soll, soll ein gutgläubiger Dritter bei wiederkehrendem Auftritt des tatsächlich vollmachtlosen „Vertreters“ davor geschützt werden, dass eingegangene Rechtspflichten nicht eingehalten werden. So kann durch Anscheinsvollmacht ein Rechtsgeschäft mittels E-Mails zwischen dem Vertretenen und einem Dritten schon dadurch zustande kommen, dass der Vertretene das Passwort für seine E-Mail-Adresse an eine vollmachtlose Person weitergegeben hat. Ebenso wie bei der Duldungsvollmacht gelten die Vollmachtregeln nach h. M. analog.
Die Vollmacht unterliegt hoher Abstraktion. Der dadurch gewährleistete Verkehrsschutz führt zu einer gesetzlichen Fiktion einer Vollmacht für Angestellte in Arbeitsverhältnissen, § 56 HGB.

## Arten der Vollmacht
Zu unterscheiden sind diverse Arten von Vollmachten. Die Generalvollmacht ermächtigt zum Abschluss aller Rechtsgeschäfte, soweit sie nicht höchstpersönlicher Natur sind. Die Einzelvollmacht berechtigt auf der anderen Seite allein zur Vornahme einer bestimmten einzelnen Rechtshandlung, so etwa den Abschluss eines Kaufvertrages. Die Gattungsvollmacht ermächtigt zum Abschluss sämtlicher Rechtsgeschäfte einer bestimmten Gattung oder Art. Vollmachten mit gesetzlich typisiertem Inhalt sind die Prokura und die Handlungsvollmacht. Im Rahmen einer Inkassovollmacht wird der Bevollmächtigte berechtigt, beim Schuldner Forderungen einzuziehen, sogenanntes Inkasso zu betreiben. Eine Vorsorgevollmacht räumt der Vollmachtgeber ein, wenn er befürchtet, dass er später einmal geschäftsunfähig wird.
In Deutschland, nicht aber in der Schweiz, wird zwischen Innenvollmacht, die gegenüber dem Vertreter erklärt wird und Außenvollmacht, die gegenüber dem Dritten, dem gegenüber die Vertretung stattfinden soll, unterschieden. Regelmäßig Außenvollmachten sind die Bankvollmacht und das Depotstimmrecht.
Weiterhin wird zwischen Vollmachten unterschieden, die nur bis zum Tod des Vollmachtgebers gelten, sogenannte prämortale Vollmacht, die über den Tod des Vollmachtgebers hinaus wirken, sogenannte transmortale Vollmacht und die nur nach dem Tod gelten, sogenannte postmortale Vollmacht.

## Geschichte
Im gemeingriechischen Sprachgebrauch leitet sich zunächst altgriechisch ἐξουσία (exousia) von altgriechisch ἔξεστι (exesti) spätestens im 5. Jahrhundert v. Chr. als Handlungsvollmacht ab. Sie war hier die einen gehorsam ausgeführten Befehl vollziehende Macht, die von einer legitimierenden echten Machtquelle bestimmt sein muss, da sie ohne diese nur illusorisch wäre z. B. die Möglichkeit zum Handeln und das Recht, etwas zu tun, durch Verleihung einer höheren Norm oder Instanz. Zusammenfassend ist auch der gemeingriechische Sprachgebrauch von ἔξεστι(ν) von einem Tun gekennzeichnet, das weder von sich selbst, einer höheren Norm oder Instanz noch psychischer oder ethischer Art verhindert wird. Somit hat das Tun die Macht zur ungehinderten Ausübung.

Im alten Rom wurde die Vollmacht potestas genannt.
Das Wort Vollmacht tauchte dem Deutschen Wörterbuch der Brüder Grimm zufolge wohl als „volmacht“ erstmals im Jahre 1372 als Lehnübersetzung aus dem Mittellateinischen (lateinisch plenipotentia) auf. Vollmacht (oder „volle Macht“) war übersetzt aus „allmächtig“ (lateinisch plenipotens). Der Papst besaß seit jeher die Vollmacht („plenipotentia“), kirchliche Gesetze zu erlassen und Verpflichtungen aufzuerlegen – an die er sich selbst bindet –, obwohl er selbst hinsichtlich seiner Vollmacht über den Gesetzen steht. Ab 1548 erschien die Vollmacht in Rechtswörterbüchern, Josua Maaler nahm sie 1561 in sein Wörterbuch auf. Hugo Grotius ging 1625 davon aus, dass man sich auch durch einen anderen verpflichten kann, wenn feststehe, dass man ihn dazu bestellt hat.
Das Allgemeine Preußische Landrecht (PrALR) von 1794 sprach im Zusammenhang zum Recht der Stellvertretung vom „Vollmachtsauftrag“ (§ 85 I 13 ALR). Es definierte die Vollmacht als „eine Willenserklärung, wodurch Einer dem Andern das Recht ertheilt, ein Geschäft für ihn und statt seiner zu betreiben“ (§ 5 I 13 ALR). Das Badische Landrecht von 1810 regelte die Bevollmächtigung. Im österreichischen § 1017 Satz 1 ABGB ist seit 1811 vom „Bevollmächtigungsauftrag“ die Rede. Das ADHGB von 1861 behandelte die Vollmacht und den Auftrag getrennt, so § 50 ADHGB (heute § 56 HGB). Begründet wurde dies damit, dass die Vollmacht Außenwirkung entfalte, der Auftrag hingegen Einfluss nur auf das Innenverhältnis zwischen Auftraggeber und Auftragnehmer habe. Das im Januar 1900 in Kraft getretene BGB folgte dem Trennungsprinzip der Pandektenwissenschaft.

## Einzelne Rechtsfragen
§ 166 Abs. 2 BGB bestimmt, dass die Vollmacht durch Rechtsgeschäft erteilt werden kann. Handelt der Bevollmächtigte nach bestimmten Weisungen des Vollmachtgebers, so kann sich dieser in Ansehung solcher Umstände, die er selbst kannte, nicht auf die Unkenntnis des Bevollmächtigten berufen. Dasselbe gilt von Umständen, die der Vollmachtgeber kennen musste, sofern das Kennenmüssen der Kenntnis gleichsteht. Eine Vollmacht kraft Gesetzes gibt es nicht, stattdessen die gesetzliche Vertretung, die jedoch keine Vollmacht darstellt.
Begründung und Widerruf der Vollmacht
Die Vollmacht entsteht durch einseitige, empfangsbedürftige Willenserklärung des Vollmachtgebers gegenüber dem Vertreter (sogenannte interne Vollmacht oder Innenvollmacht) beziehungsweise, in Deutschland, wahlweise auch gegenüber dem Dritten (sogenannte externe Vollmacht oder Außenvollmacht).
Von der Vollmacht zu unterscheiden ist das zwischen dem Vollmachtgeber und dem Bevollmächtigten in der Regel bestehende Grundgeschäft beziehungsweise Grundverhältnis (z. B. ein Arbeitsvertrag, ein Auftrag, ein Geschäftsbesorgungsvertrag oder ein Handelsreisendenvertrag).
Im Gegensatz zum deutschen Recht, gemäß welchem eine Vollmacht als unwiderruflich erteilt werden kann, ist nach schweizerischem Recht jede Vollmacht jederzeit widerruflich, auch wenn sie als unwiderruflich erteilt wurde.
Formvorschriften
Vollmachten können grundsätzlich formfrei erteilt werden, also auch mündlich oder stillschweigend (konkludent). Soweit für eine spezielle Willenserklärung eine bestimmte Form vorgesehen ist, betrifft eine Formvorschrift für das Rechtsgeschäft nicht die Form der Vollmacht (§ 167 Abs. 2 BGB). Ein Grundstückskaufvertrag (§ 311b Abs. 1 BGB) ist beispielsweise zu seiner Gültigkeit notariell zu beurkunden. Auch mit einer „nur“ schriftlichen oder öffentlich beglaubigten Vollmacht (im Schweizerischen Recht genügt sogar eine stillschweigende Bevollmächtigung; die meisten Kantone verlangen in ihren Notariatsgesetzen jedoch, dass dem Notar eine schriftliche Vollmacht vorzulegen ist) kann der Bevollmächtigte einen Grundstückkaufvertrag namens des Vertretenen vor dem Notar rechtsgültig unterzeichnen. 
Dieser Grundsatz wurde bereits früher von der Rechtsprechung einhellig vertreten. Allerdings hat die Rechtsprechung die Trennung der Form des Rechtsgeschäftes von der Form der Vollmacht seit vielen Jahren in bestimmten Fällen zum Schutz des Vollmachtgebers aufgehoben. § 167 Abs. 2 BGB wird teleologisch dahingehend reduziert, dass die Vollmacht die Form aufweisen muss, die für das zugrundeliegende Rechtsgeschäft vorgeschrieben ist. Dieses Verfahren ist in der Rechtsliteratur bezüglich seines Ausmaßes ausgesprochen streitig. Das gilt auch für die Auslegung der dazu ergangenen Rechtsprechung. Zwei wichtige Anwendungsfälle für diese gerichtliche Einschränkung der Formfreiheit sind zum einen:
- Vollmachten, die unwiderruflich erteilt sind und
- Vollmachten, durch die der Bevollmächtigte vom Verbot des Insichgeschäftes (§ 181 BGB) befreit wird.

Schriftform wird im deutschen Recht insbesondere für Vollmachten verlangt, bei denen der Bevollmächtigte in medizinische Eingriffe (§ 1904 Abs. 2 BGB) oder in Freiheitsentziehungen (§ 1906 Abs. 5 BGB) einwilligen soll oder eine Vertretung vor Gericht vorgesehen ist (§ 51 Abs. 3 ZPO).
Umfang der Vollmacht
Der Umfang der Vollmacht ergibt sich aus der Vollmachtserklärung. In der Regel ist für die Auslegung der Vollmacht das Grundverhältnis mit zu berücksichtigen. Wie bei allen Rechtsgeschäften gilt für die Auslegung der Vollmacht das Vertrauensprinzip. Erklärungen sind gemäß § 133 und § 157 BGB auszulegen. Dabei ist zwischen Innen- und Außenvollmacht zu unterscheiden: Der Umfang der Außenvollmacht ist durch Auslegung nach dem objektiven Empfängerhorizont des Geschäftsgegners zu ermitteln, der Umfang der Innenvollmacht dagegen nach dem objektiven Empfängerhorizont des Vertreters.
Beim Umfang einer Vollmacht ist immer zwischen dem Innenverhältnis des Vollmachtgebers und Bevollmächtigten (das „Dürfen“ des Vertreters) und dem Außenverhältnis zwischen dem Vollmachtgeber und dem Geschäftsgegner (das „Können“ des Vertreters) zu ermitteln. Beide können auseinanderfallen, da der Geschäftsgegner im Außenverhältnis regelmäßig keine Kenntnis von den internen Verhältnissen hat.
Bei einigen besonders typisierten Vollmachten – etwa der Prokura, § 50 Abs. 1 HGB – ordnet das Gesetz ausdrücklich an, dass bestimmte Beschränkungen im Innenverhältnis bei der Bestimmung des Umfanges der Vollmacht im Außenverhältnis keine Auswirkung haben.
Überschreiten der Vollmacht
Überschreitet der Vertreter seine Vertretungsbefugnis, so handelt er als falsus procurator insoweit ohne Vollmacht, mit der Folge, dass ein Erfüllungsanspruch des Dritten gegenüber dem Vollmachtgeber grundsätzlich nicht entsteht. Ausnahmsweise aber können die Grundsätze der Anscheins- beziehungsweise Duldungsvollmacht greifen, die den zurechenbaren Rechtsschein einer Vollmacht erzeugen. Der Vertretene kann das Geschäft überdies nachträglich genehmigen.
Widerruf und Niederlegung
Der Vollmachtgeber kann die Vollmacht jederzeit widerrufen, unabhängig davon, ob das Grundgeschäft beziehungsweise Grundverhältnis weiterbesteht. Dies gilt nicht bei unwiderruflichen Vollmachten.
Der Vollmachtnehmer kann die Vollmacht jederzeit niederlegen, muss allerdings berücksichtigen, dass der Vollmachtgeber Fürsorge für seine Angelegenheiten treffen kann (§ 671 BGB). Kündigt der Vollmachtnehmer das Grundverhältnis, so ist darin in der Regel auch die stillschweigende Niederlegung der Vollmacht zu erblicken (§ 168 BGB).
Erlöschen der Vollmacht
Das Erlöschen der Vollmacht richtet sich in der Regel nach dem ihr zugrunde liegenden Grundverhältnis beziehungsweise Grundgeschäft (§ 168 BGB).
Gemäß ausdrücklicher Gesetzesbestimmung erlischt jedoch im deutschen Recht die Vollmacht nicht mit dem Tod oder dem Eintritt der Geschäftsunfähigkeit des Vollmachtgebers (§ 672 BGB), es sei denn, dieses ist in der Vollmacht ausdrücklich anders geregelt worden. Demgegenüber erlischt die Vollmacht mit dem Tod des Vollmachtnehmers (§ 673 BGB).

## Unterschied zur gesetzlichen Vertretung
Von der durch Rechtsgeschäft erteilten Vollmacht zu unterscheiden ist die gesetzliche Vertretungsmacht (der Eltern zur Vertretung der Kinder, der Ehegatten zur Vertretung der ehelichen Gemeinschaft (Schlüsselgewalt), der Vormünder und Betreuer, der Erbschaftsverwalter usw.). Wie es ihr Name sagt, besteht diese Vertretungsmacht von Gesetzes wegen oder auf gerichtliche oder behördliche Anordnung hin in bestimmten vom Gesetz vorgesehenen Fällen. Entstehung, Umfang und Erlöschen der gesetzlichen Vertretungsmacht richten sich nach den jeweils einschlägigen Gesetzesbestimmungen bzw. den Vorschriften der anordnenden Behörden.
Nicht als Vertreter gelten die Organe juristischer Personen des Privatrechts (beispielsweise Vorstand einer Aktiengesellschaft, Geschäftsführer einer GmbH, Vorstand eines Vereins oder einer Stiftung) oder des öffentlichen Rechts. Organe juristischer Personen sind vielmehr als integratives Bestandteil derselben zu betrachten, die ohne sie nicht bestehen könnten (zu vergleichen mit den Händen und Armen natürlicher Personen). Die Handlungsbefugnisse der Organe (die häufig gleichwohl, wenn auch nicht ganz korrekt, als organschaftliche Vertreter bezeichnet werden) ergeben sich aus dem Gesetz, wobei jedoch bestimmte Beschränkungen gegenüber dem gesetzlichen Umfang zulässig sind, sofern sie im Handelsregister eingetragen und veröffentlicht werden (beispielsweise Kollektivzeichnungsrecht oder Gebietsbeschränkung).

## International
In Österreich heißt der Vertrag, wodurch jemand ein ihm aufgetragenes Geschäft im Namen eines andern zur Besorgung übernimmt, Bevollmächtigungsvertrag (§ 1002 ABGB). Es gibt allgemeine und besondere Vollmachten (§ 1006 ABGB), beschränkte und unbeschränkte Vollmachten (§ 1007 ABGB). Nach § 1017 ABGB kann der Bevollmächtigte („Gewalthaber“) für den Vollmachtgeber („Gewaltgeber“) Rechte erwerben und Verbindlichkeiten eingehen. Das Geschäft ist gemäß der Vollmacht zu besorgen (§ 1009 ABGB). Überschreitet der Bevollmächtigte seine Kompetenzen, so muss der Vollmachtgeber nach § 1016 ABGB das Geschäft genehmigen, andernfalls ist es unwirksam.
Wenn in der Schweiz jemand, der zur Vertretung eines andern ermächtigt ist, in dessen Namen einen Vertrag abschließt, so wird der Vertretene und nicht der Vertreter berechtigt und verpflichtet (Art. 32 Abs. 1 OR). Eine durch Rechtsgeschäft erteilte Ermächtigung kann gemäß Art. 34 OR vom Vollmachtgeber jederzeit beschränkt oder widerrufen werden, unbeschadet der Rechte, die sich aus einem unter den Beteiligten bestehenden anderen Rechtsverhältnis ergeben können. Ist dem Bevollmächtigten eine Vollmachtsurkunde ausgestellt worden, so ist er gemäß Art. 36 OR nach dem Erlöschen der Vollmacht zur Rückgabe der Urkunde verpflichtet. Art. 40 OR klärt, dass im Hinblick auf die Vollmacht der Vertreter und Organe von Gesellschaften, der Prokuristen und anderer Handlungsbevollmächtigter Spezialvorschriften gelten. Die Vollmacht erlischt mit dem Tod, der Verschollenerklärung, dem Verlust der Handlungsfähigkeit oder dem Konkurs des Vollmachtgebers oder des Bevollmächtigten (Art. 35 Abs. 1 OR), sofern nicht das Gegenteil vereinbart ist oder aus der Natur des Geschäftes hervorgeht (wie z. B. bei der Willensvollstreckung resp. der Nachlassverwaltung bei einem Erbschaftsfall),.